# Франсіско Сьєрральта
Франсіско Сьєрральта (ісп. Francisco Sierralta, нар. 6 травня 1997, Сантьяго) — чилійський футболіст, захисник англійського клубу «Вотфорд».
Виступав, зокрема, за клуб «Парма», а також національну збірну Чилі.
Чемпіон Чилі.

## Клубна кар'єра
Народився 6 травня 1997 року в місті Сантьяго. Вихованець футбольної школи клубу «Універсідад Католіка». Дорослу футбольну кар'єру розпочав 2014 року в основній команді того ж клубу, в якій провів два сезони, взявши участь у 2 матчах чемпіонату. 
Згодом з 2016 по 2017 рік грав у складі команд «Палестіно» та «Удінезе».
Своєю грою за останню команду привернув увагу представників тренерського штабу клубу «Парма», до складу якого приєднався на умовах оренди 2017 року. Відіграв за пармську команду наступні два сезони своєї ігрової кар'єри.
Протягом 2019—2020 років захищав кольори клубів «Удінезе» та «Емполі».
До складу клубу «Вотфорд» приєднався 2020 року. Станом на 2 жовтня 2024 року відіграв за клуб з Вотфорда 82 матчі в національному чемпіонаті.
| Дата       | Місто            | Господарі  | Результат         | Гості    | Турнір                          | Голи | Примітки |
| ---------- | ---------------- | ---------- | ----------------- | -------- | ------------------------------- | ---- | -------- |
| 8-6-2018   | Познань          | Польща     | 2 – 2             | Чилі     | товариський матч                | -    | 87'      |
| 15-10-2019 | Аліканте         | Чилі       | 3 – 2             | Гвінея   | товариський матч                | -    |          |
| 8-10-2020  | Монтевідео       | Уругвай    | 2 – 1             | Чилі     | Відбір до ЧС 2022               | -    |          |
| 13-10-2020 | Сантьяго         | Чилі       | 2 – 2             | Колумбія | Відбір до ЧС 2022               | -    |          |
| 8-6-2021   | Сантьяго         | Чилі       | 1 – 1             | Болівія  | Відбір до ЧС 2022               | -    |          |
| 21-6-2021  | Куяба            | Уругвай    | 1 – 1             | Чилі     | Копа Америка 2021 - 1-й етап    | -    | 19'      |
| 24-6-2021  | Бразилія (місто) | Чилі       | 0 – 2             | Парагвай | Копа Америка 2021 - 1-й етап    | -    |          |
| 2-7-2021   | Ріо-де-Жанейро   | Бразилія   | 1 – 0             | Чилі     | Копа Америка 2021 - чвертьфінал | -    | 83'      |
| 11-11-2021 | Асунсьйон        | Парагвай   | 0 – 1             | Чилі     | Відбір до ЧС 2022               | -    | 67'      |
| 16-11-2021 | Сантьяго         | Чилі       | 0 – 2             | Еквадор  | Відбір до ЧС 2022               | -    |          |
| 10-6-2022  | Кобе             | Чилі       | 0 – 2             | Туніс    | Kirin Cup                       | -    |          |
| 14-6-2022  | Суйта            | Чилі       | 0 – 0 (1– 3 п.п.) | Гана     | Kirin Cup                       | -    | 46' 81'  |
| 27-9-2022  | Відень           | Катар      | 2 – 2             | Чилі     | товариський матч                | -    |          |
| 16-11-2022 | Варшава          | Польща     | 1 – 0             | Чилі     | товариський матч                | -    | 89'      |
| 20-11-2022 | Братислава       | Словаччина | 0 – 0             | Чилі     | товариський матч                | -    | 83'      |
| Усього     |                  | Матчів     | 15                |          | Голів                           | 0    |          |

## Титули і досягнення
- Чемпіон Чилі (1):

«Універсідад Католіка»: Clausura 2016